# 534
534 (DXXXIV) var ett normalår som började en söndag i den julianska kalendern.

Frankerriket såsom det delades mellan Klodvig I:s söner 511.

## Händelser

### Okänt datum
- Frankerna inleder ett krig där de besegrar Burgund och övertar Provence.
- Theoderik den stores dotter Amalasuntha mördas på föranstaltande av Theodahad.
- Vid Theoderik I:s död efterträds han som kung av Reims (markerat med mörkblått på vidstående karta) av sin son Theodebert I.

## Avlidna
- 2 oktober – Athalaric, ostrogotisk kung
- Theoderik I, frankisk kung av Reims sedan 511